# Rotes Luch Tiergarten
Rotes Luch Tiergarten este o arie protejată (arie specială de conservare — SAC, sit de importanță comunitară — SCI) din Germania întinsă pe o suprafață de 1.255,66 ha, integral pe uscat.

## Localizare
Centrul sitului Rotes Luch Tiergarten este situat la coordonatele 52°30′08″N 14°00′13″E / 52.5022°N 14.0036°E.

## Înființare
Situl Rotes Luch Tiergarten a fost declarat sit de importanță comunitară în septembrie 2000.

## Biodiversitate
Situată în ecoregiunea continentală, aria protejată conține 5 habitate naturale: Pajiști calcaroase din nisipuri xerice, Pajiști stepice subpanonice, Mlaștini alcaline, Păduri de stejar sau de stejar și carpen sub-atlantice și medio-europene de Carpinion betuli, Păduri aluvionare cu Alnus glutinosa și Fraxinus excelsior (Alno-Padion, Alnion incanae, Salicion albae).
La baza desemnării sitului se află mai multe specii protejate:
- mamifere (2): castor (Castor fiber), vidră de râu (Lutra lutra)
- pești (3): zvârluga (Cobitis taenia), țipar (Misgurnus fossilis), boarță (Rhodeus sericeus amarus)